# No Country for Old Men
No Country for Old Men és una pel·lícula estatunidenca de 2007 guanyadora de quatre Oscars, realitzada pels germans Coen a partir de la novel·la homònima de Cormac McCarthy.

## Argument
Texas, anys 80. Mentre caça prop de la frontera de Mèxic, Llewelyn Moss descobreix per casualitat els cadàvers d'una banda de traficants de droga i un maletí contenint dos milions de dòlars, del qual s'apodera. És perseguit per un assassí psicòtic i el xèrif Bell, un home envellit i sense il·lusions...

## Repartiment
- Tommy Lee Jones: Xèrif Bell
- Javier Bardem: Anton Chigurh
- Josh Brolin: Llewelyn Moss
- Woody Harrelson: Carson Wells
- Kelly Macdonald: Carla Jean
- Garret Dillahunt: Wendell
- Tess Harper: Loretta Bell
- Barry Corbin: Ellis

## Premis i nominacions
D'entre tots els premis que va guanyar, els principals van ser:

### Premis
- Globus d'Or de 2008:
  - Millor actor secundari (Javier Bardem)
  - Millor guió (Joel Coen i Ethan Coen)

- Oscars de 2008:
  - Millor pel·lícula (Joel Coen, Ethan Coen, i Scott Rudin)
  - Millor director (Joel Coen i Ethan Coen)
  - Millor actor secundari per Javier Bardem[3]
  - Millor guió adaptat (Joel Coen i Ethan Coen)

- BAFTA de 2008:
  - Millor director per Joel Coen i Ethan Coen
  - Millor actor secundari per Javier Bardem
  - Millor fotografia per Roger Deakins

- Screen Actors Guild de 2008:
  - Millor repartiment
  - Millor actor secundari (Javier Bardem)

### Nominacions
- Globus d'Or de 2008:
  - Millor director (Joel Coen i Ethan Coen)
  - Millor pel·lícula dramàtica

- Oscars de 2008:
  - Millor fotografia per Roger Deakins
  - Millor muntatge per Roderick Jaynes
  - Millor edició de so per Skip Lievsay
  - Millor so per Skip Lievsay, Craig Berkey, Greg Orloff, i Peter Kurland

- BAFTA de 2008:
  - Millor pel·lícula
  - Millor actor secundari per Tommy Lee Jones
  - Millor actriu secundària per Kelly MacDonald
  - Millor guió adaptat per Joel Coen i Ethan Coen
  - Millor muntatge per Roderick Jaynes
  - Millor so per Peter Kurland, Skip Lievsay, Craig Berkey, Greg Orloff

- Festival Internacional de Cinema de Canes de 2007: Palma d'Or (Joel Coen i Ethan Coen)